# Aspidogaster amurensis
Aspidogaster amurensis är en plattmaskart som beskrevs av Achmerov 1956. Aspidogaster amurensis ingår i släktet Aspidogaster och familjen Aspidogastridae. Inga underarter finns listade i Catalogue of Life.